# Louis Comfort Tiffany
Louis Comfort Tiffany (født 18. februar 1848, død 17. januar 1933) var en amerikansk kunstner og designer som arbejdede med kunsthåndværk. Han er mest kendt for sit arbejde med farvet glas i Art Nouveau, og som kunstner var han orienteret mod den æstetiske strømning i kunsten. Tiffany arbejdede med dygtige designere i Associated Artists som Lockwood de Forest, Candace Wheeler og Samuel Colman.
Tiffany lavede for det meste glasmalerier og lamper, glasmosaik, blæst glas, keramik, smykker, emalje og metal. Han var den første designchef for familiefirmaet Tiffany & Co., der blev grundlagt af hans far Charles Lewis Tiffany.

## Galleri
- Livets træ, farvet glas